# فيل كوك
فيل كوك (الاسم العلمي:Loxodonta cookei†) هو نوع من الحيوانات يتبع جنس الفيل الأفريقي من فصيلة الفيلة.